# Radło

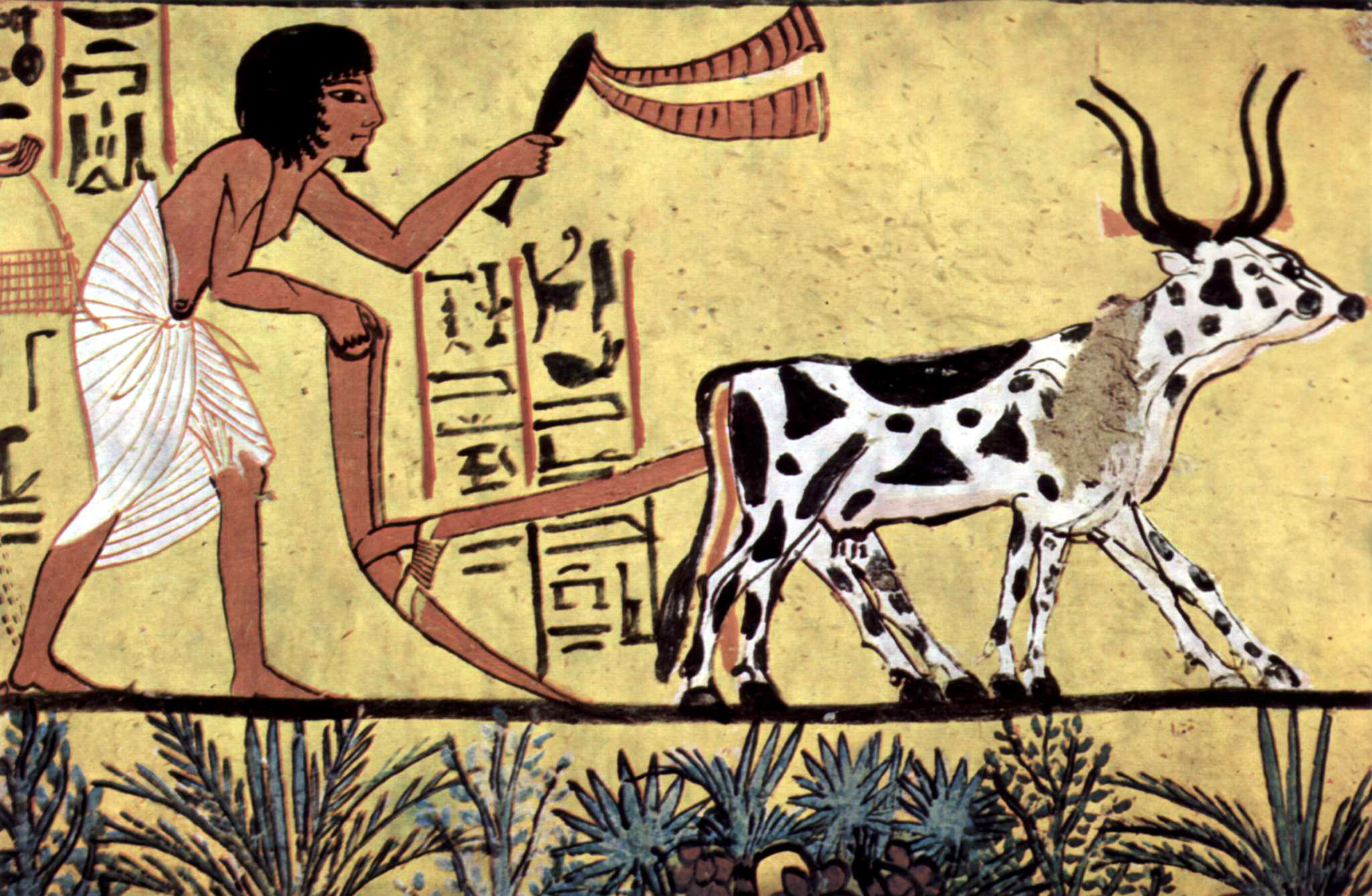
Orka z użyciem radła w starożytnym Egipcie

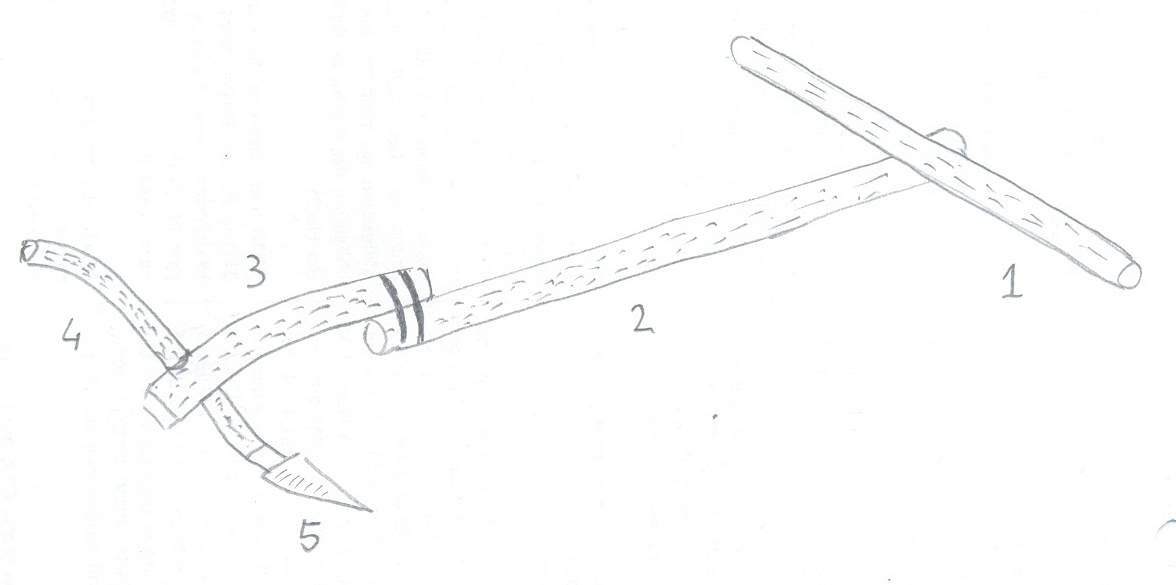
Schemat konstrukcji radła

Radło – narzędzie rolnicze wynalezione ok. 4000 r. p.n.e. w epoce neolitu, (według innego źródła 5500 lat p.n.e. w Mezopotamii) służące do spulchniania gleby bez jej odwracania. Pierwotne radło było wykonane z drewna i składało się z symetrycznej radlicy (elementu pracującego w glebie) i grzędzieli (elementu do zaprzęgania zwierząt). W późniejszym okresie radlica była wytwarzana z żelaza. Radło mogło być ciągnięte przez człowieka lub zwierzęta pociągowe – woły i, później, konie (świadczą o tym różne rozmiary radeł odnalezionych w osadzie w Biskupinie). Na ziemiach polskich radło było stosowane do końca XII w., kiedy zostało wyparte przez sochę, która została z kolei wyparta przez pług.
W późniejszym okresie radło było stosowane jako narzędzie pielęgnacji gleby; do spulchniania, niszczenia chwastów, obsypywania roślin.

## W heraldyce
Element radła w heraldyce:

Herb gminy Radłów
Herb kraju zlińskiego w Czechach